# Puya gerd-muelleri
Puya gerd-muelleri är en gräsväxtart som beskrevs av Wilhelm Weber. Puya gerd-muelleri ingår i släktet Puya och familjen Bromeliaceae. Inga underarter finns listade i Catalogue of Life.